# ジョイ・アダムソン
ジョイ・アダムソン（Joy Adamson、1910年1月20日 - 1980年1月3日）は、『野生のエルザ』で知られるノンフィクション作家、ナチュラリスト、芸術家。旧姓名はフリーデリケ・ヴィクトリア・ゲスナー (Friederike Victoria Gessner) といった。

## 生涯
オーストリア・ハンガリー帝国のシレジア地域のトロッパウ（現・チェコのオパヴァ）に、三人姉妹の次女として生まれた。10歳の時に両親が離婚し、祖母と生活をともにする。ピアノと医学を学んだ。
ジョイ・アダムソンは10年間で3回結婚した。1935年の彼女の最初の結婚は、Viktor von Klarwill（別名Ziebel; 1902–1985）とのものだった。夫がユダヤ人だったため、彼女は1937年にケニアに行き、1938年に植物学者のピーター・バリーと出会い、二回目の結婚をした。ピーター・バリーは彼女に「ジョイ」というニックネームを付けた。ピーターは植物画を描き、周囲の動植物をスケッチして描き続けるように彼女に勧めたのは彼であった。彼女は、1940年代初頭にサファリで、野生生物管理官のジョージ・アダムソンと出会い、1944年に彼と三回目の結婚をした。
三人目の夫ジョージ・アダムソンはケニアの北部境界地帯で管理人をしていたが、1956年、撃たれて死んだ牝ライオンが残した三匹の子供らを育てることになった。その一匹がエルザである。残り二匹はロッテルダムの動物園に贈られた。1960年ジョイは記録をもとに『野生のエルザ』（Born Free）を刊行し、ベストセラーとなった。
1966年『野生のエルザ』は映画化され（監督：ジェームズ・ヒル、主演：ヴァージニア・マッケンナ、ビル・トラヴァース）、主題歌「ボーン・フリー」により第39回アカデミー賞（作曲賞・歌曲賞）を受賞した。1974年にはダイアナ・マルドア主演でテレビシリーズ化され、日本でも放送されて人気が再燃した。また、続編『永遠のエルザ』も1972年に映画化されている。1996年にアメリカでは『野生のエルザ2/新たなる冒険』（原題：Born Free: A New Adventure」というテレビ映画が作られたが、この作品にはジョイ・アダムソンが登場しない。また、アダムソン夫妻の人生を描いた映画『To Walk with Lions』も1999年に公開されている。
エルザは1961年に死に、その後はピッパというチーターと、ペニーというヒョウの子供を育て、これも作品にした。
1980年、ジョイはケニア・ナイロビ郊外のシャバ国立保護区の一画において遺体となって発見された。死因は出血多量であったという。当初はライオンに襲われたことによる事故死と見られていたが、後の検死と司法解剖の結果、胸のあたりから深い刺し傷が発見されたことから地元の警察はこの傷が致命傷であると結論付け、殺人事件に切り替えて捜査を続行した。捜査の結果、以前ジョイの下で働いていたポール・ナクワレ・エカイ（Paul Nakware Ekai）という羊飼いの青年が強盗目的でジョイを殺害したことを認め逮捕されたが、当時18歳で未成年だったことから死刑制度を適用できず、終身刑が言い渡された。犯人のエカイは、仮釈放中の2004年に受けたインタビュー内でこれまでの自白内容を翻して、口論中に興奮したジョイが襲い掛かってきたために正当防衛のつもりではずみに殺害してしまったと主張し、エカイの弁護人も再審請求の申請中であることを示唆したが、エカイの証言内容も含めて事件の真相は定かではなく、裁判の進行状況も不明となっている。
ジョイに先立たれたジョージは、遺灰を生前のジョイが世話した動物たちの墓の周囲に散骨した。しかし、そのジョージも1989年8月29日、ソマリアから来た密猟者によって射殺された。ただし、ジョイの殺害事件とは反対に、現在もこの事件は未解決となっている。
『野生のエルザ』は日本では1962年に藤原英司によって邦訳され、シリーズも藤原の手によって訳されロングセラーとなっている。オリジナルは「Born Free」 (1960) 、「Living Free: The story of Elsa and her cubs」 (1961)、「Forever Free: Elsa's Pride」 (1962)の三作だが、邦訳版は３作目が二冊に分かれて刊行された。

## 邦訳
（特記なきものは藤原英司訳）
- Born Free (1960)
  - 野生のエルザ ライオンを育てた母の記録 文芸春秋新社 1962 のちポケット文春、のち文庫
- Living Free: The story of Elsa and her cubs (1961)
  - 永遠のエルザ ライオンを育てた母の記録 文芸春秋新社 1962 のちポケット文春、のち文庫
- Forever Free: Elsa's Pride (1962) 
  - わたしのエルザ 文芸春秋新社 1963 のち文庫
  - エルザの子供たち ライオンを育てた母の記録 文芸春秋新社 1964 のち文庫
- Elsa: The Story of a Lioness (1961)
  - 密林のエルザ 女性とライオン親子の愛のフォト・ストーリー 集英社 1966
- The Spotted Sphinx (1969)
  - 野生のピッパと暮して 久米穣訳 偕成社 1971 (少年少女世界のノンフィクション)
  - いとしのピッパ 文芸春秋 1971
- Pippa's Challenge (1972) 
  - さよなら!ピッパ 文芸春秋 1973
- Joy Adamson's Africa (1972) 
  - ジョイ・アダムソンのアフリカ博物誌 どうぶつ社 1979.4
- The Searching Spirit: Joy Adamson's Autobiography (1978) 
  - エルザわが愛 ジョイ・アダムソン自伝 文芸春秋 1980.6
- Queen of Shaba: The Story of an African Leopard (1980)
  - 草原の女王ペニー ヒョウの子を育てる 文芸春秋 1981.11
- Friends from the Forest (1980) 
  - 森のともだちサルとミミズク 佑学社 1982.4
- 野生のエルザ 改訂新版 藤原英司、辺見栄訳 文藝春秋 2003.7 （4部作を統合し抄訳したもの）

## 関連書
- ジョイ・アダムソン 自然を愛した「野生のエルザ」の作家 ヴァージニア・マッケンナ監修 堀ノ内雅一シナリオ 高瀬直子漫画 集英社 1998.3 集英社版・学習漫画
- 藤原英司『エルザとアダムソンの世界』文藝春秋、1977
- ジョージ・アダムソン『追憶のエルザ―ライオンと妻とわが生涯』（光文社、1988年）　夫が真実を描いた本
- ヴァージニア・マッケンナ「私の友だちには尻尾がある」 - 『世界動物文学全集07』収録、講談社、1979年